# Prudence Sekgodiso
Prudence Sekgodiso (* 5. Januar 2002 in Johannesburg) ist eine südafrikanische Leichtathletin, die sich auf den Mittelstreckenlauf spezialisiert hat. 2025 wurde sie in Nanjing Hallenweltmeisterin über 800 Meter.

## Sportliche Laufbahn
Erste internationale Erfahrungen sammelte Prudence Sekgodiso im Jahr 2018, als sie bei den Jugend-Afrikaspielen in Algier in 2:10,62 min die Bronzemedaille im 800-Meter-Lauf gewann. Anschließend startete sie über diese Distanz bei den Olympischen Jugendspielen in Buenos Aires und wurde dort disqualifiziert. Bei den Crosslauf-Weltmeisterschaften 2019 in Aarhus belegte sie in 22:15 min den 20. Platz im U20-Rennen und im April siegte sie in 2:07,03 min bei den Jugendafrikameisterschaften in Abidjan über 800 Meter. 2022 siegte sie in 4:09,88 min im 1500-Meter-Lauf beim Gaborone International Meet und siegte kurz darauf mit neuem Meetingrekord von 1:58,41 min über 800 Meter beim Kip Keino Classic 2022. Im Juni gewann sie dann bei den Afrikameisterschaften in Port Louis in 2:03,46 min die Bronzemedaille über 800 Meter hinter der Kenianerin Jarinter Mwasya und Netsanet Desta aus Äthiopien. Anschließend schied sie bei den Weltmeisterschaften in Eugene mit 2:00,01 min im Halbfinale aus und verpasste dann bei den Commonwealth Games in Birmingham mit 2:00,17 min den Finaleinzug.
Bei den Crosslauf-Weltmeisterschaften 2023 in Bathurst wurde sie in 23:50 min Vierte in der Mixed-Staffel. Im Juni siegte sie in 1:59,95 min beim Folksam Grand Prix Sollentuna sowie in 1:59,59 min beim Meeting Stanislas Nancy. Daraufhin schied sie bei den Weltmeisterschaften in Budapest mit 2:11,68 min im Halbfinale aus. Im Jahr darauf siegte sie in 1:57,26 min beim Meeting International Mohammed VI d’Athlétisme de Marrakesch und anschließend in 1:59,63 min beim Meeting Stanislas Nancy sowie in 1:58,66 min bei den Bislett Games. Im August belegte sie bei den Olympischen Sommerspielen in Paris in 1:58,79 min im Finale den achten Platz. 2025 siegte sie bei den Hallenweltmeisterschaften in Nanjing mit Weltjahresbestleistung und Landesrekord von 1:58,40 min. Sie ist damit die erste Südafrikanerin, die eine Medaille bei Hallenweltmeisterschaften gewinnen konnte.
In den Jahren von 2019 bis 2023 wurde Sekgodiso südafrikanische Meisterin im 800-Meter-Lauf sowie von 2022 bis 2024 auch über 1500 Meter.

## Persönliche Bestleistungen
- 800 Meter: 1:57,26 min, 19. Mai 2024 in Marrakesch
  - 800 Meter (Halle): 1:58,40 min, 23. März 2025 in Nanjing (südafrikanischer Rekord)
- 1000 Meter: 2:45,52 min, 8. März 2018 in Pretoria
- 1500 Meter: 4:09,88 min, 30. April 2022 in Gaborone